# Google Talk
Google Talk, cunoscut și sub numele de Google Chat, a fost un serviciu de mesagerie instantanee care furniza atât text, cât și comunicare vocală. Serviciul de mesagerie instantă a fost menționat în mod diferit ca fiind Gchat, Gtalk sau Gmessage în rândul utilizatorilor săi.
Aplicațiile Google Talk au fost disponibile pentru sistemele de operare Microsoft Windows, Android, BlackBerry, și Chrome OS. O aplicație web mobilă Google Talk a fost de asemenea disponibilă anterior. În februarie 2015, Windows a fost întrerupt și a încetat să mai funcționeze, Google recomandând utilizatorilor să utilizeze Google Hangouts. Utilizatorii Windows au fost invitați să meargă în aplicația Google Hangouts de pe platforma browserului Chrome. A rămas posibil să se conecteze la Google Talk cu aplicații terțe compatibile, precum Pidgin și Gajim.
Google a renunțat la susținerea protocolului XMPP în mai 2014, ceea ce înseamnă că nu mai acceptă comunicarea cu alte servere XMPP. Cu toate acestea, utilizatorii pot încă să discute cu alți utilizatori care nu sunt conectați la Google Talk, dar folosind clienți XMPP terți, cum ar fi Adium.

## Istoric

### 2005
La 22 august 2005, The New York Times a raportat un zvon al unui serviciu de „instrument de comunicare”, marca Google, iar Los Angeles Times a furnizat detalii. Ulterior, s-a constatat că subdomeniul talk.google.com are un server XMPP activ. Două metode de logare pe server au fost descoperite la scurt timp și răspunsul care a urmat de bloggerii dornici a dezvăluit multor alții cum să se autentifice înainte de lansarea oficială de către Google.
Pe 24 august, Google Talk a fost lansat oficial.

### 2006
În 2006, Google a raportat că lucrează la adăugarea de noi funcții, cum ar fi suportul SIP într-o versiune viitoare, care ar lărgi baza de utilizare pentru program.
La 17 ianuarie 2006, Google a activat comunicațiile server-pe-server, conectându-se cu orice server XMPP care acceptă protocolul de apelare vocală.
La 7 februarie 2006, Gmail a primit funcționalitatea chat-ului, folosind Ajax pentru comunicarea server-browser și a fost integrat cu Google Talk. De asemenea, a adăugat posibilitatea de a discuta cu un client XMPP încorporat.
Google a integrat Google Talk cu Orkut la 8 noiembrie 2006.

### 2007
Pe 14 martie 2007, Google a lansat Google Talk Gadget, un modul Talk bazat pe Adobe Flash, care poate fi adăugat la iGoogle (în mod oficial Pagina personalizată Google) sau încorporat în orice pagină web, permițând astfel conversației din orice sistem de operare. care este acceptat de Adobe Flash Player atâta timp cât este instalat Adobe Flash Player.
Pe 26 noiembrie 2007, Google Talk a lansat chat-ul de grup. Înainte de aceasta, utilizatorii puteau discuta cu o singură persoană pe fereastră. Chat-ul de grup permite mulți utilizatori să discute între ei într-un mediu similar cu IRC.
Pe 6 decembrie 2007, Google și-a îmbunătățit chat-ul Gmail integrat pentru a include chat-ul AOL Instant Messenger. Acest lucru permite utilizatorilor Gmail să se conecteze la serviciul de chat AIM și să comunice cu orice utilizator AIM în timp ce sunt încă conectați la serviciul Google Talk. Gadgetul și clientul Google Talk nu au fost actualizați pentru a activa această caracteristică și nu a fost anunțat cu privire la momentul când va fi disponibil.

### 2008
Deoarece specificațiile XMPP Jingle au devenit un proiect de standard, Google a actualizat libjingle la versiunea 0.5.1  și a declarat că „Google Talk este în curs de actualizare pentru a fi în deplină conformitate cu specificațiile Jingle.”
Google are o versiune de Google Talk numită Google Talk, Labs Edition, deși îi lipsește multe caracteristici ale celorlalte versiuni ale Google Talk.

### 2012
La 20 aprilie 2012, Google a anunțat că închide aplicația web mobilă pentru Google Talk.
În iunie 2012, Google a anunțat că intenționează să reînnoiască experiența de chat, fuzionând Google Talk cu Hangouts și Google Messenger pentru a reduce confuzia și fragmentarea. În cadrul Conferinței Google I/O 2013 desfășurată la San Francisco, California, Google a anunțat că înlocuiesc Google Talk, Google+ Messenger și serviciul original de chat video Google+ Hangout cu Google+ Hangouts.

### 2013
Pe 15 mai 2013, managerul Google de produse de comunicare în timp real, Nikhyl Singhal, a declarat la Google I/O că trecerea la Hangouts Google+ va însemna că XMPP (protocolul care a permis Google Talk să interopere cu alți furnizori și aplicații) nu este acceptat în Hangouts. Domnul Singhal a declarat că, atâta timp cât Google Talk este disponibil, aplicațiile pentru clienți terți pot să continue.

### 2014
La 30 octombrie 2014, Google a anunțat pe blogul lor că „Aplicația Google Talk pentru Windows va continua să funcționeze aproximativ două luni înainte de a fi oprită”.

### 2015
Pe 3 februarie 2015, Google a trimis utilizatorilor un mesaj de sistem, unde: „Aplicația Google Talk pentru Windows va înceta să funcționeze pe 16 februarie 2015. Aceasta fiind înlocuită de noua aplicație Chrome Hangouts.”
După ce Google a încetat oficial să suporte Google Talk pentru Windows pe 23 februarie 2015, aplicația a continuat să funcționeze normal în timpul unei perioade de grație aparentă care a durat până la 28 februarie. Începând cu această dată, încercările de conectare au returnat un mesaj de eroare în care era precizat că „numele de utilizator și parola nu se potrivesc.“ Acești utilizatori au primit un e-mail de notificare în care era declarat, în parte: „Am observat că ați încercat recent să utilizați aplicația Google Talk pentru Windows. Am vrut să vă anunțăm că aceasta a fost întreruptă pe 23 februarie 2015. Vă recomandăm să încercați Hangouts unde puteți discuta cu toate contactele dvs. Google."
Aplicația Google Talk pentru Windows va funcționa în continuare prin conectarea prin aplicații folosind protocolul Jabber, inclusiv Pidgin și Gajim, dar nu se poate conecta direct prin Google sau Gmail.

### 2017
Aplicația Google Talk pentru Android și instrumentul Google Chat din Gmail au fost întrerupte pe 26 iunie 2017 și nu mai funcționează. Utilizatorii pot continua să utilizeze clienți XMPP pentru a se conecta la serverul de conversație Google, dar numai pentru chat-ul 1 la 1 cu utilizatorii Hangouts.